# Frittole

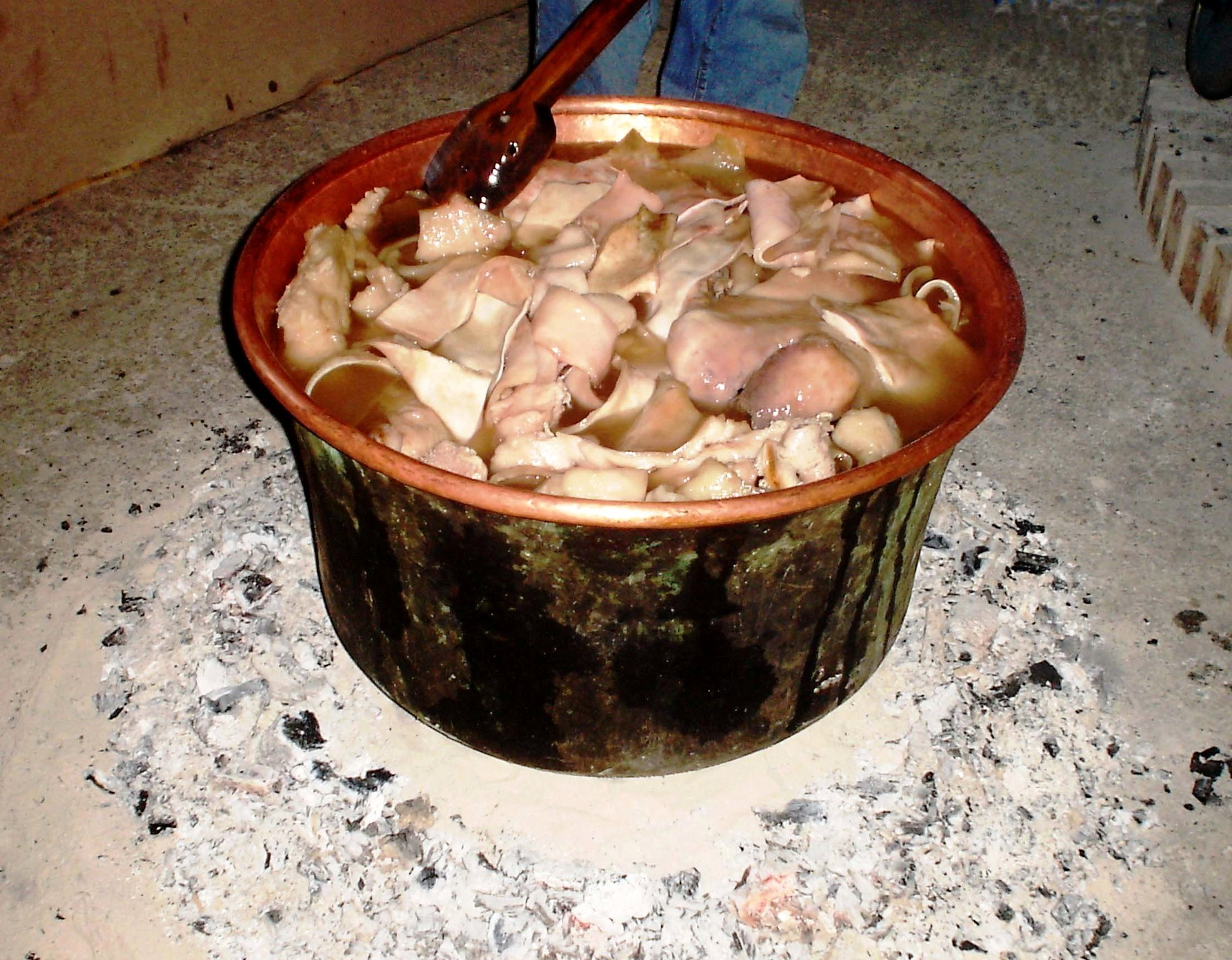
Frittole.

El frittole de cerdo, comúnmente conocido como frìttuli, es —junto con su derivado curcùci— un plato típico de la ciudad de Regio de Calabria y toda su provincia.

## Preparación
El plato se obtiene cocinando la corteza, la carne y otras partes menos nobles del cerdo (cuello, carrillos, lengua, morros, orejas, riñones, etcétera), cociéndolas en la grasa hirviendo del animal para darles sabor.

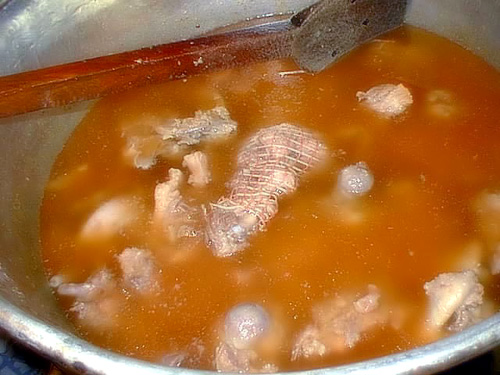
Cocción en la caddàra.

La cocción, hecha sobre brasas de carbón, se realiza lentamente, removiendo la comida en la caddàra, la olla (paiolo) de cobre estañado tradicional. Se prepara fuera de la carnicerías (tradicionalmente los sábados) para servirla en cuanto termina de hacerse, tomándola caliente.
Una vez consumida toda la comida, lo que queda en el fondo de la olla (restos de comida y grasa) se solidifica y toma el nombre de curcùci (muy parecido a los chicharrones —ciccioli— napolitanos), consumiéndose luego de diferentes formas, a veces por recalentato con huevos fritos. Algunas recetas típicas que emplean el curcuci son la pulenta chi brocculi e curcuci (‘polenta con brécol y curcuci’), que se toma en invierno, y la pitta ricotta ca, y curcuci ovu (plato típico de la procesión del Lunes de Pascua, que en el Reggio se llama Pascuni).

## Tradiciones

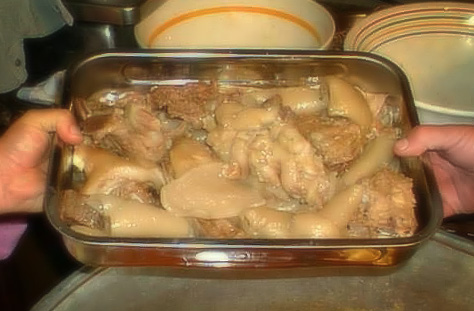
Frittole listo.

El frittole se toma tradicionalmente en Regio de Calabria durante la Fiesta de Nuestra Señora de la Consolación (Festa della Madonna della Consolazione), en la que en todo el casco antiguo puede olerse el aroma que contribuye a crear el pintoresco y característico ambiente festivo popular.
En Mammola sobrevive la antigua costumbre de hacer la serenata cuando se mata el cerdo. Se canta y se toca con acordeón y guitarra en honor a la familia. Esta noche especial se celebra en compañía de amigos y familiares con el sabor del frittole, acompañado por supuesto de un vaso de vino y pane pizzata (pan de maíz), preparado durante el día y cocido en la típica caddàra.

## Consumo
El frittole se consume de muchas formas, pero la más tradicional, con el rito semanal del sábado, es u pani ca' scorcìtta (pan con la corteza), acompañado de vino tinto local.
En la provincia de Reggio Calabria sigue existiendo la costumbre de organizar el típico frittolate, grandes mesas donde la única comida es el frittole, el vino tinto y la ensalada de cítricos (naranjas, limones y bergamotas).